# Sint Philipspolder
De Sint Philipspolder is een polder tussen Oostburg en Waterlandkerkje in de Nederlandse provincie Zeeland. De polder behoort tot de Oranjepolders.
Door de aanleg van de Mauritspolder (1614) en de Oranjepolder (1618) was de oostelijke verbinding van de Brugsche Vaart met de Westerschelde afgesloten. De Brugsche Vaart begon te verzanden en in 1652 werd ze ten zuiden van Oostburg afgedamd door de Groote Dam. Zo ontstonden de Brugsche dijklanden. Het oostelijke deel hiervan, 99 ha groot, werd de Sint Philipspolder. Hierin ligt nog een restant van de Brugsche Vaart.
De polder is vernoemd naar de redoute Sint-Philip die hier lag, en die onderdeel uitmaakte van de Staats-Spaanse Linies.
De polder wordt begrensd door de Philipsweg, de Goudenpolderdijk, de Nozemansweg en de Steenhovense Dijk. Aan de laatstgenoemde dijk ligt de buurtschap Steenhoven.